# Lignières-la-Carelle
Pour les articles homonymes, voir Lignières.
Lignières-la-Carelle est une ancienne commune française, située dans le département de la Sarthe en région Pays de la Loire, peuplée de 374 habitants.
Elle a fusionné le 1er janvier 2015  sous le régime juridique des communes nouvelles instauré par la loi no 2010-1563 du 16 décembre 2010 de réforme des collectivités territoriales avec les communes de Chassé, La Fresnaye-sur-Chédouet, Montigny, Roullée et Saint-Rigomer-des-Bois pour créer la commune nouvelle de Villeneuve-en-Perseigne, dont elle est devenue une commune déléguée.
La commune fait partie de la province historique du Maine.

## Géographie
Les principaux lieux-dits de Lignières-la-Carelle sont les Aîtres, la Giraudière, Trois Sous, Manoir de la Juisselerie.
| Chenay                                                       | Chenay, Montigny (Villeneuve-en-Perseigne)       | Montigny (Villeneuve-en-Perseigne)                                                  |
| Le Chevain                                                   | Lignières-la-Carelle                             | Chassé (Villeneuve-en-Perseigne)                                                    |
| Le Chevain, Saint-Rigomer-des-Bois (Villeneuve-en-Perseigne) | Saint-Rigomer-des-Bois (Villeneuve-en-Perseigne) | Chassé (Villeneuve-en-Perseigne) , Saint-Rigomer-des-Bois (Villeneuve-en-Perseigne) |

## Toponymie
Le nom de la localité est attesté sous la forme de Lineriis en 1084. Le toponyme Lignières indique un lieu planté en bois qui devait former alors l'extrémité de la forêt de Perseigne ou d'un ancien linarium, linaria, un « lieu où on cultive le lin ». Il s'agit d'un ancien  linarium, linaria, un « lieu où on cultive le lin »,. Carelle est issu du nom d'un seigneur Carel. En ancien français, l'article défini pouvait avoir l'usage de démonstratif : « Lignières, celle de Carel ».
Le gentilé est Ligniérois.

## Politique et administration
| Période                                  | Période       | Identité              | Étiquette | Qualité                           |
| ---------------------------------------- | ------------- | --------------------- | --------- | --------------------------------- |
| avant 1988                               | ?             | Madeleine Macé-Toubel |           |                                   |
| ?                                        | mars 2001     | Marcel Legeay         |           |                                   |
| mars 2001                                | mars 2008     | Jean-Luc Lambert      | SE        | Rédacteur juridique               |
| mars 2008                                | décembre 2014 | Martine Linquette     | SE        | Technicienne en imagerie médicale |
| Les données manquantes sont à compléter. |               |                       |           |                                   |

| Période      | Période  | Identité          | Étiquette | Qualité                           |
| ------------ | -------- | ----------------- | --------- | --------------------------------- |
| janvier 2015 | mai 2020 | Martine Linquette | SE        | Technicienne en imagerie médicale |
| mai 2020     | En cours | Jean-Luc Lambert  | SE        | Retraité                          |

## Démographie
En 2021, la commune comptait 374 habitants. Depuis 2004, les enquêtes de recensement dans les communes de moins de 10 000 habitants ont lieu tous les cinq ans (en 2006, 2011, 2016, etc. pour Lignières-la-Carelle) et les chiffres de population municipale légale des autres années sont des estimations.
| 1793 | 1800 | 1806 | 1821 | 1831 | 1836 | 1841 | 1846 | 1851 |
| ---- | ---- | ---- | ---- | ---- | ---- | ---- | ---- | ---- |
| 150  | 253  | 246  | 222  | 231  | 275  | 271  | 257  | 259  |

| 1856 | 1861 | 1866 | 1872 | 1876 | 1881 | 1886 | 1891 | 1896 |
| ---- | ---- | ---- | ---- | ---- | ---- | ---- | ---- | ---- |
| 266  | 295  | 282  | 274  | 256  | 252  | 228  | 244  | 222  |

| 1901 | 1906 | 1911 | 1921 | 1926 | 1931 | 1936 | 1946 | 1954 |
| ---- | ---- | ---- | ---- | ---- | ---- | ---- | ---- | ---- |
| 242  | 249  | 235  | 195  | 187  | 165  | 161  | 195  | 178  |

| 1962 | 1968 | 1975 | 1982 | 1990 | 1999 | 2006 | 2011 | 2016 |
| ---- | ---- | ---- | ---- | ---- | ---- | ---- | ---- | ---- |
| 180  | 186  | 159  | 224  | 289  | 353  | 372  | 400  | 380  |

| 2019 | - | - | - | - | - | - | - | - |
| ---- | - | - | - | - | - | - | - | - |
| 375  | - | - | - | - | - | - | - | - |

## Culture locale et patrimoine

### Lieux et monuments

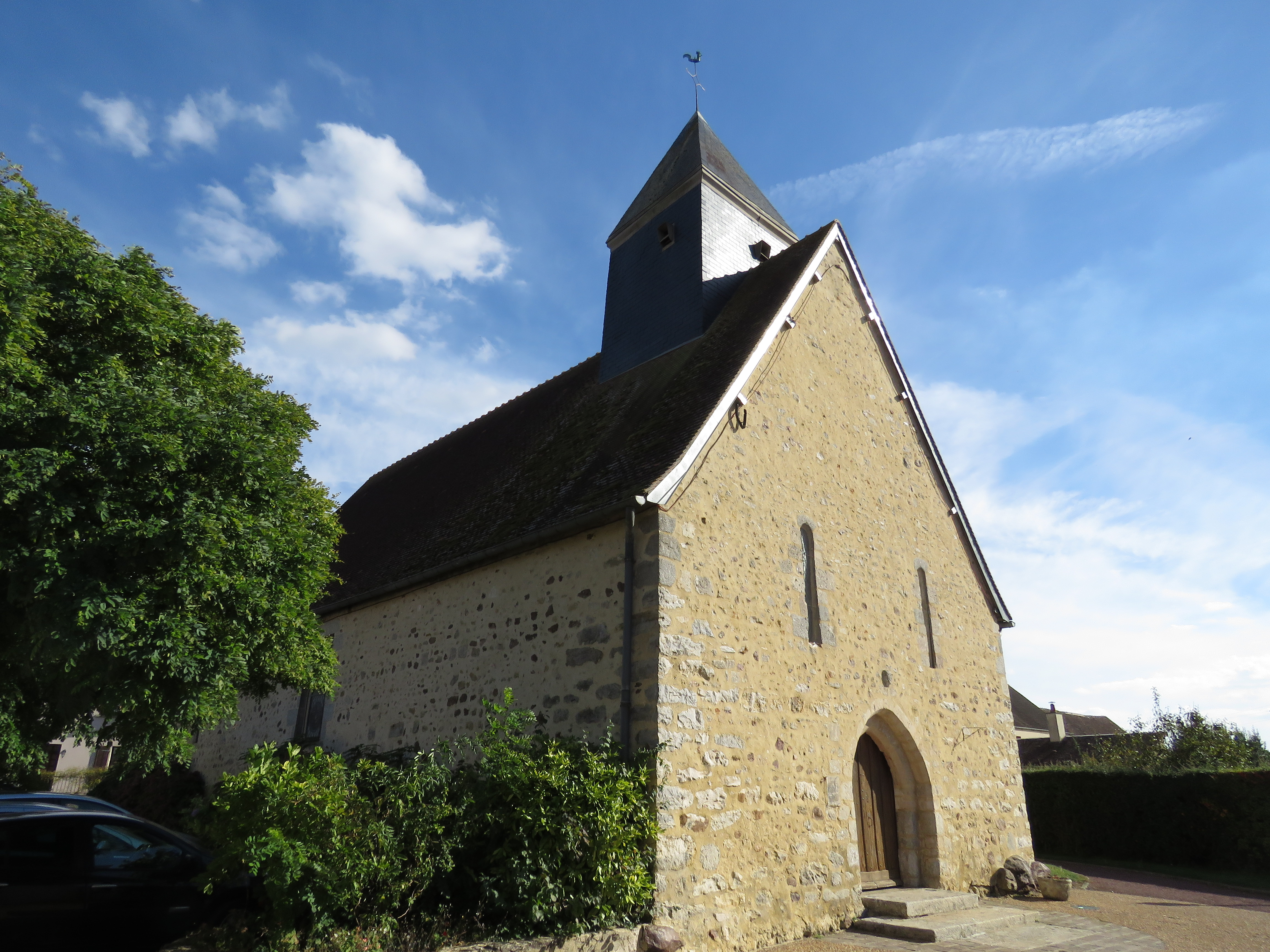
L'église Saint-Gervais-et-Saint-Protais.

- Église Saint-Gervais-et-Saint-Protais des XIe-XIIe siècles, avec des remaniements au XXe siècle. Cette église se trouve dans le centre-bourg entre la salle polyvalente et l'ancienne école. Il y a peu de temps, un nouveau système d'éclairage de l'église a été mis en place et il permet de la voir jusqu'à environ 6 km à la ronde.
- Mairie-école du XIXe siècle : l'ancienne mairie se trouvant à proximité du terrain de football, sert aujourd'hui de salle d'exposition pour un peintre résidant à Lignières-la-Carelle.
- Manoir de la Juisselerie des XVIe et XVIIe siècles, classé par le conseil général de la Sarthe.
- Ferme du Bois Girard XVIIIe siècle.

Le tourisme à Lignières-la-Carelle concerne les personnes à la recherche de nature et de calme, voire de pratique de pêche (la Sarthe et de nombreux étangs se trouvent à Lignières-la-Carelle et dans ses environs).

### Personnalités liées
- Anquetil de Quarel (début XIe siècle, premier seigneur connu de Lignières.
- Richard Quarel, fils d'Anquetil. Il s'illustra en participant à la prise de Naples et de la Sicile en 1029 avec Tancrède de Hauteville. Seigneur de Lignières et de Villaines, deux villages qualifiés de « Carelle », mais également d'autres fiefs du Saosnois.

### Héraldique
| Blason de Lignieres-la-Carelle | Blason  | D'azur au léopard d'or surmonté d'une chapelle d'argent essorée de gueules et accostée de deux arbres de sinople, soutenu d'une divise ondée, alésée et entée aux extrémités d'argent chargée de deux poissons d'or ; à la bordure réduite cousue de gueules. |
| Blason de Lignieres-la-Carelle | Détails | Le statut officiel du blason reste à déterminer. |